# Coelichneumon probator
Coelichneumon probator là một loài tò vò trong họ Ichneumonidae.